# Tour de France 1909
Le Tour de France 1909, 7e édition du Tour de France, s'est déroulé du 5 juillet au 1er août 1909 sur 14 étapes pour 4 497 km. Il s'agit du cinquième Tour de France consécutif à utiliser un système de points (et non au temps) pour calculer le classement général. Le coureur ayant le moins de points à la fin de la course remporte la course.
Les étapes sont à peu près les mêmes qu'en 1907 et 1908. En l'absence du double tenant du titre, le Français Lucien Petit-Breton, le deuxième de 1908, François Faber est considéré comme le favori. Il domine le Tour en remportant six des quatorze étapes et en ne comptabilisant finalement que 37 points.

## Changements par rapport au Tour précédent
Lors du Tour de France 1909, le système à points est de nouveau utilisé à la place du système de temps pour déterminer le gagnant. Le vainqueur d'une étape obtient un point, le deuxième deux points, et ainsi de suite. Le cycliste avec le moins de points à la fin de la course est déclaré vainqueur. Après la huitième étape, le classement est remis à jour en redistribuant les points parmi les cyclistes restants, en fonction de leurs positions dans ces étapes (en enlevant des résultats les coureurs ayant abandonné entretemps). Cela s'est encore produit après la treizième étape.
En 1908, les cyclistes devaient utiliser des cadres fournis par le Tour ; cette règle est abandonnée en 1909. Les bicyclettes sont en revanche encore poinçonnées, pour s'assurer que les coureurs n'utilisent qu'un vélo.
Pour la première fois, les cyclistes peuvent s’inscrire dans la course en équipe, même si techniquement ils sont encore considérés comme des coureurs individuels sponsorisés.
Lors des Tours précédents, l'organisation du Tour s'est retrouvée gênée par les cyclistes qui urinaient devant les spectateurs. Ainsi aux points de contrôle obligatoires, des toilettes sont installées.

## Équipes participantes
- Nil-Supra
- Alcyon-Dunlop
- Biguet-Dunlop
- Le Globe
- Atala-Dunlop
- Legnano-Pirelli
- Felsina
- Individuel

## Principaux engagés
Le gagnant des deux dernières éditions, Lucien Petit-Breton, ne participe pas à la compétition en 1909. Petit-Breton s'attend à ce que son ancien coéquipier, François Faber, deuxième en 1908, remporte la course. Faber avait quitté l'équipe Peugeot, qui avait dominé l'édition de 1908, pour l'équipe d'Alcyon.
Un nouveau record de 150 cyclistes commencent la course. Les précédents Tours ayant été couronnés de succès, des courses similaires sont créées dans d'autres pays (notamment le Tour de Belgique, lancé en 1908 et le Tour d'Italie, organisé en 1909). Le Tour de France est encore la course majeure et les meilleurs cyclistes sont au départ. C'est également la première édition à accueillir à grande échelle les stars étrangères. Au total, 19 Italiens, 5 Belges, 4 Suisses, 1 Allemand et 1 Luxembourgeois commencent la course.
Parce que les cyclistes peuvent participer à la course en tant que cyclistes sponsorisés, on retrouve deux catégories de cyclistes : les cyclistes avec des sponsors et les cyclistes sans sponsors. Il y a sept sponsors différents dans la course (Nil-Supra, Alcyon-Dunlop, Biguet-Dunlop, Le Globe, Atala-Dunlop, Legnano-Pirelli et Felsina), comptant de trois à six cyclistes. La majorité des cyclistes, 112 au total, ne sont pas sponsorisés mais courent dans la catégorie des indépendants.

## Déroulement de la course

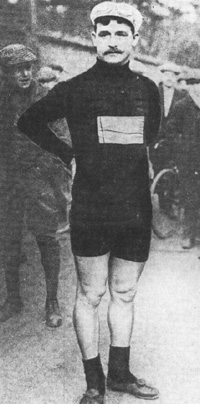
François Faber, vainqueur de cinq étapes consécutives sur le Tour de France 1909.

Le Tour de France 1909 est considéré comme l'un des plus difficiles de l'histoire, en raison des températures glaciales, de la pluie et de la neige,. La première étape est remportée par le Belge Cyrille van Hauwaert, la première victoire d'étape pour un coureur belge. En conséquence, il prend la tête de la course. C'est donc la première fois dans l'histoire du Tour de France qu'un non-Français est en tête  de la course. François Faber, le favori d'avant course, termine à la deuxième place.
Durant cette première étape, le temps est raisonnable, mais lors de la nuit, une tempête se lève. Faber s'avère être le coureur le plus adapté à ces conditions. Il remporte les 2e, 3e, 4e, 5e et 6e étapes, soit un record de cinq étapes d'affilée qui n'a jamais été égalé depuis. Lors de la deuxième étape, Faber s'échappe à mi-course et parcourt les 200 derniers kilomètres seul. Dans la troisième étape (courue à une température de seulement 4 degrés Celsius), la chaîne de Faber se casse dans le dernier kilomètre, et il doit courir avec sa bicyclette jusqu'à la ligne d'arrivée. Dans la cinquième étape, Faber est éjecté hors de la route par un vent très fort, mais il parvient à repartir. Plus tard, il est renversé par un cheval qui lui a également donné un coup de pied. Il est remonté sur son vélo et a gagné l'étape avec une marge de cinq minutes. Dans la sixième étape, 20 000 fans sont présents pour voir Faber gagner sa cinquième étape d'affilée, ce qu'il parvient à réaliser. La 7e étape est remportée par Ernest Paul, le demi-frère de Faber. En raison du mauvais temps, 50 cyclistes (1/3 du peloton) ont déjà quitté la course à ce moment-là.
Les organisateurs du Tour ont demandé à Faber de se calmer, afin de garder le Tour excitant. Son chef d'équipe a accepté et Faber a ralenti et laissé les autres gagner des étapes ; sa position de leader n'a jamais été mise en danger.
Dans la neuvième étape, Faber termine à la 10e place, à 46 minutes du vainqueur, sa pire performance de la course. Il mène toujours la course avec 26 points, tandis que le deuxième, Gustave Garrigou, compte 40 points.
Il semble alors impossible de battre Faber dans ce Tour, et la question est de savoir qui finirait à la deuxième place. Si Gustave Garrigou occupe la deuxième place, son compatriote Jean Alavoine se rapproche de lui. Garrigou, qui compte plus d'expériences, parvient à rester deuxième. Lors de la quatorzième étape, Jean Alavoine mène quand sa bicyclette s'est cassée, à seulement 10 kilomètres de l'arrivée. Le changement de vélo n'étant pas autorisé, Alavoine a parcouru les 10 derniers kilomètres avec sa bicyclette sur ses épaules, et a tout de même gagné l'étape avec une marge de 6 minutes et 30 secondes,.

## Résultats

### Les étapes
Les cyclistes sponsorisés par Alcyon dominent le Tour de France en 1909, remportant 13 des 14 étapes. Seule la 7e étape — remportée par le coureur indépendant Ernest Paul — leur échappe.
| Étape,    | Date       | Villes étapes                      |                   | Distance (km) | Vainqueur d’étape    | Leader du classement général |
| --------- | ---------- | ---------------------------------- | ----------------- | ------------- | -------------------- | ---------------------------- |
| 1re étape | 5 juillet  | Paris - Pont de la Jatte – Roubaix | Étape de plaine   | 272           | Cyrille Van Hauwaert | Cyrille Van Hauwaert         |
| 2e étape  | 7 juillet  | Roubaix – Metz (ALL)               | Étape de plaine   | 398           | François Faber       | François Faber               |
| 3e étape  | 9 juillet  | Metz (ALL) – Belfort               | Étape de montagne | 259           | François Faber       | François Faber               |
| 4e étape  | 11 juillet | Belfort – Lyon                     | Étape de montagne | 309           | François Faber       | François Faber               |
| 5e étape  | 13 juillet | Lyon – Grenoble                    | Étape de montagne | 311           | François Faber       | François Faber               |
| 6e étape  | 15 juillet | Grenoble – Nice                    | Étape de montagne | 345           | François Faber       | François Faber               |
| 7e étape  | 17 juillet | Nice – Nîmes                       | Étape de plaine   | 345           | Ernest Paul          | François Faber               |
| 8e étape  | 19 juillet | Nîmes – Toulouse                   | Étape de plaine   | 303           | Jean Alavoine        | François Faber               |
| 9e étape  | 21 juillet | Toulouse – Bayonne                 | Étape de plaine   | 299           | Constant Ménager     | François Faber               |
| 10e étape | 23 juillet | Bayonne – Bordeaux                 | Étape de plaine   | 269           | François Faber       | François Faber               |
| 11e étape | 25 juillet | Bordeaux – Nantes                  | Étape de plaine   | 391           | Louis Trousselier    | François Faber               |
| 12e étape | 27 juillet | Nantes – Brest                     | Étape de plaine   | 321           | Gustave Garrigou     | François Faber               |
| 13e étape | 29 juillet | Brest – Caen                       | Étape de plaine   | 415           | Paul Duboc           | François Faber               |
| 14e étape | 1er août   | Caen – Paris - Parc des Princes    | Étape de plaine   | 251           | Jean Alavoine        | François Faber               |

Note : en 1909, il n'y a aucune distinction entre les étapes de plaine ou de montagne ; les icônes indiquent simplement la présence ou non d'ascensions durant l'étape.

### Classement général

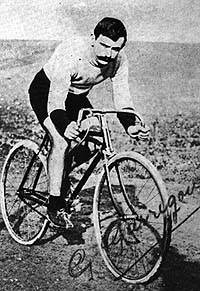
Gustave Garrigou, deuxième du classement final du Tour de France 1909.

Le classement général est calculé par points : à chaque étape, le vainqueur reçoit un point, le suivant deux points, etc. Après la huitième étape, où seulement 71 cyclistes sont encore en course, les points donnés dans les huit premières étapes sont redistribués parmi les cyclistes restants, en fonction de leurs positions dans ces étapes. Sur les 150 cyclistes au départ, 55 ont terminé. François Faber est l'un des plus jeunes vainqueurs du Tour de France de l'histoire à seulement 22 ans et 7 mois. Seul Henri Cornet en 1904 était plus jeune (19 ans et 11 mois).
| Classement général final | Classement général final | Classement général final | Classement général final | Classement général final |
| ------------------------ | ------------------------ | ------------------------ | ------------------------ | ------------------------ |
|                          | Coureur                  | Pays                     | Équipe                   | Point(s)                 |
| 1er                      | François Faber           | Luxembourg               | Alcyon-Dunlop            | 37 points                |
| 2e                       | Gustave Garrigou         | France                   | Alcyon-Dunlop            | 57 pts                   |
| 3e                       | Jean Alavoine            | France                   | Alcyon-Dunlop            | 66 pts                   |
| 4e                       | Paul Duboc               | France                   | Alcyon-Dunlop            | 70 pts                   |
| 5e                       | Cyrille Van Hauwaert     | Belgique                 | Alcyon-Dunlop            | 92 pts                   |
| 6e                       | Ernest Paul              | France                   | -                        | 95 pts                   |
| 7e                       | Constant Ménager         | France                   | Le Globe                 | 102 pts                  |
| 8e                       | Louis Trousselier        | France                   | Alcyon-Dunlop            | 114 pts                  |
| 9e                       | Eugène Christophe        | France                   | —                        | 139 pts                  |
| 10e                      | Aldo Bettini (it)        | Italie                   | Alcyon-Dunlop            | 142 pts                  |
| modifier                 |                          |                          |                          |                          |

| Classement général final (places 11 à 55) | Classement général final (places 11 à 55) | Classement général final (places 11 à 55) | Classement général final (places 11 à 55) |
| Rang                                      | Coureur                                   | Sponsor                                   | Points                                    |
| ----------------------------------------- | ----------------------------------------- | ----------------------------------------- | ----------------------------------------- |
| 11                                        | Julien Maitron                            | Le Globe                                  | 148                                       |
| 12                                        | Georges Fleury                            | Le Globe                                  | 152                                       |
| 13                                        | Alfred Faure                              | –                                         | 205                                       |
| 14                                        | Mario Gajoni                              | Legnano-Pirelli                           | 210                                       |
| 15                                        | Attilio Zavatti                           | Legnano-Pirelli                           | 241                                       |
| 16                                        | Jules Deloffre                            | Nil–Supra                                 | 252                                       |
| 17                                        | ,Joseph Habierre (an)                     | –                                         | 296                                       |
| 18                                        | Ildebrando Gamberini (it)                 | Felsina                                   | 305                                       |
| 19                                        | Alfred Le Bars                            | –                                         | 317                                       |
| 20                                        | Émile Lachaise                            | –                                         | 327                                       |
| 21                                        | Lucien Leman                              | –                                         | 341                                       |
| 22                                        | Léon Rabot                                | –                                         | 343                                       |
| 23                                        | Georges Oudin                             | –                                         | 345                                       |
| 24                                        | Amédée Dutiron                            | –                                         | 351                                       |
| 24                                        | Robert Lecointe                           | –                                         | 351                                       |
| 26                                        | Pierre Langlade                           | –                                         | 404                                       |
| 27                                        | Angelo Magnanoli                          | Felsina                                   | 407                                       |
| 28                                        | Antony Wattelier (de)                     | –                                         | 411                                       |
| 29                                        | Alfred Vaidis                             | –                                         | 450                                       |
| 30                                        | Henri Alavoine                            | –                                         | 467                                       |
| 31                                        | Paul Boillat                              | –                                         | 471                                       |
| 32                                        | Amleto Belloni                            | –                                         | 477                                       |
| 33                                        | René Chaude                               | –                                         | 479                                       |
| 34                                        | Joseph Leblanc                            | –                                         | 481                                       |
| 35                                        | Auguste Denizot                           | –                                         | 484                                       |
| 36                                        | Auguste Dufour (en)                       | –                                         | 491                                       |
| 37                                        | Antoine Fauré                             | –                                         | 495                                       |
| 38                                        | Albert Lagarnier                          | –                                         | 518                                       |
| 39                                        | Rodolphe Meili                            | –                                         | 548                                       |
| 40                                        | Louis Gardent                             | –                                         | 549                                       |
| 41                                        | Alcide Rivière                            | –                                         | 556                                       |
| 42                                        | François Roche                            | –                                         | 561                                       |
| 43                                        | Lucien Colin                              | –                                         | 569                                       |
| 44                                        | André Herbelin                            | –                                         | 573                                       |
| 45                                        | Giovanni Perucca                          | –                                         | 579                                       |
| 46                                        | Eugène Leroy                              | –                                         | 610                                       |
| 47                                        | Camille Mathieu (en)                      | –                                         | 613                                       |
| 48                                        | Charles Ponson                            | –                                         | 620                                       |
| 49                                        | Paul Piétrois                             | –                                         | 633                                       |
| 50                                        | Louis Di Maria                            | –                                         | 648                                       |
| 51                                        | Henri Anthoine (en)                       | –                                         | 649                                       |
| 52                                        | Henri Ory (en)                            | –                                         | 651                                       |
| 53                                        | Ernest Goujon                             | –                                         | 659                                       |
| 54                                        | Alfred Guidez                             | –                                         | 670                                       |
| 55                                        | Georges Devilly (en)                      | –                                         | 713                                       |

### Autres classements
Ernest Paul, sixième, est le vainqueur de la catégorie « indépendant ».
L'Auto nomme François Faber meilleur grimpeur. Ce titre qui n'est pas officiel est le précurseur du Grand Prix de la montagne.

## Résultats des étapes

### 1reétape
5 juillet 1909 — Paris à Roubaix
| Classement de l'étape | Classement de l'étape | Classement de l'étape | Classement de l'étape | Classement de l'étape |
|                       | Coureur               | Pays                  | Équipe                | Temps                 |
| --------------------- | --------------------- | --------------------- | --------------------- | --------------------- |
| 1er                   | Cyrille Van Hauwaert  | Belgique              | Alcyon-Dunlop         | en 9 h 18 min 0 s     |
| 2e                    | François Faber        | Luxembourg            | Alcyon-Dunlop         | + 0 s                 |
| 3e                    | Octave Lapize         | France                | Biguet-Dunlop         | + 0 s                 |
| 4e                    | André Blaise          | Belgique              | —                     | + 0 s                 |
| 5e                    | Eugène Christophe     | France                | —                     | + 0 s                 |
| 6e                    | Ernest Paul           | France                | —                     | + 0 s                 |
| 7e                    | Gustave Garrigou      | France                | Alcyon-Dunlop         | + 10 min 0 s          |
| 8e                    | Louis Trousselier     | France                | Alcyon-Dunlop         | + 10 min 0 s          |
| 9e                    | Carlo Galetti         | Italie                | Legnano-Pirelli       | + 10 min 0 s          |
| 10e                   | Odile Defraye         | Belgique              | Biguet-Dunlop         | + 10 min 0 s          |
| modifier              |                       |                       |                       |                       |

| Classement général provisoire | Classement général provisoire | Classement général provisoire | Classement général provisoire | Classement général provisoire |
| ----------------------------- | ----------------------------- | ----------------------------- | ----------------------------- | ----------------------------- |
|                               | Coureur                       | Pays                          | Équipe                        | Point(s)                      |
| 1er                           | Cyrille Van Hauwaert          | Belgique                      | Alcyon-Dunlop                 | 1 point                       |
| 2e                            | François Faber                | Luxembourg                    | Alcyon-Dunlop                 | 2 pts                         |
| 3e                            | Octave Lapize                 | France                        | Biguet-Dunlop                 | 3 pts                         |
| modifier                      |                               |                               |                               |                               |

### 2eétape
15 juillet 1909 — Roubaix à Metz
| Classement de l'étape | Classement de l'étape | Classement de l'étape | Classement de l'étape | Classement de l'étape |
|                       | Coureur               | Pays                  | Équipe                | Temps                 |
| --------------------- | --------------------- | --------------------- | --------------------- | --------------------- |
| 1er                   | François Faber        | Luxembourg            | Alcyon-Dunlop         | en 13 h 12 min 0 s    |
| 2e                    | Octave Lapize         | France                | Biguet-Dunlop         | + 0 s                 |
| 3e                    | Henri Cornet          | France                | Nil-Supra             | + 1 min 0 s           |
| 4e                    | Constant Ménager      | France                | Le Globe              | + 18 min 0 s          |
| 5e                    | Gustave Garrigou      | France                | Alcyon-Dunlop         | + 19 min 0 s          |
| 6e                    | Charles Cruchon       | France                | Biguet-Dunlop         | + 30 min 0 s          |
| 7e                    | Eugène Christophe     | France                | —                     | + 30 min 0 s          |
| 8e                    | Paul Duboc            | France                | Alcyon-Dunlop         | + 30 min 0 s          |
| 9e                    | Cyrille Van Hauwaert  | Belgique              | Alcyon-Dunlop         | + 32 min 0 s          |
| 10e                   | Jean Alavoine         | France                | Alcyon-Dunlop         | + 32 min 30 s         |
| modifier              |                       |                       |                       |                       |

| Classement général provisoire | Classement général provisoire | Classement général provisoire | Classement général provisoire | Classement général provisoire |
| ----------------------------- | ----------------------------- | ----------------------------- | ----------------------------- | ----------------------------- |
|                               | Coureur                       | Pays                          | Équipe                        | Point(s)                      |
| 1er                           | François Faber                | Luxembourg                    | Alcyon-Dunlop                 | 3 points                      |
| 2e                            | Octave Lapize                 | France                        | Biguet-Dunlop                 | 5 pts                         |
| 3e                            | Cyrille Van Hauwaert          | Belgique                      | Alcyon-Dunlop                 | 10 pts                        |
| modifier                      |                               |                               |                               |                               |

### 3eétape
9 juillet 1909 — Metz à Belfort
| Classement de l'étape | Classement de l'étape | Classement de l'étape | Classement de l'étape | Classement de l'étape |
|                       | Coureur               | Pays                  | Équipe                | Temps                 |
| --------------------- | --------------------- | --------------------- | --------------------- | --------------------- |
| 1er                   | François Faber        | Luxembourg            | Alcyon-Dunlop         | en 9 h 28 min 0 s     |
| 2e                    | Gustave Garrigou      | France                | Alcyon-Dunlop         | + 33 min 0 s          |
| 3e                    | Eugène Christophe     | France                | —                     | + 1 h 0 min 0 s       |
| 4e                    | Ernest Paul           | France                | —                     | + 1 h 0 min 0 s       |
| 5e                    | Constant Ménager      | France                | Le Globe              | + 1 h 0 min 0 s       |
| 6e                    | Cyrille Van Hauwaert  | Belgique              | Alcyon-Dunlop         | + 1 h 9 min 0 s       |
| 7e                    | Paul Duboc            | France                | Alcyon-Dunlop         | + 1 h 26 min 0 s      |
| 8e                    | Jean Alavoine         | France                | Alcyon-Dunlop         | + 1 h 28 min 0 s      |
| 9e                    | Julien Maitron        | France                | Le Globe              | + 1 h 29 min 0 s      |
| 10e                   | Julien Gabory         | France                | Le Globe              | + 1 h 29 min 0 s      |
| modifier              |                       |                       |                       |                       |

| Classement général provisoire | Classement général provisoire | Classement général provisoire | Classement général provisoire | Classement général provisoire |
| ----------------------------- | ----------------------------- | ----------------------------- | ----------------------------- | ----------------------------- |
|                               | Coureur                       | Pays                          | Équipe                        | Point(s)                      |
| 1er                           | François Faber                | Luxembourg                    | Alcyon-Dunlop                 | 4 points                      |
| 2e                            | Gustave Garrigou              | France                        | Alcyon-Dunlop                 | 14 pts                        |
| 3e                            | Eugène Christophe             | France                        | —                             | 15 pts                        |
| modifier                      |                               |                               |                               |                               |

### 4eétape
11 juillet 1909 — Belfort à Lyon
| Classement de l'étape | Classement de l'étape | Classement de l'étape | Classement de l'étape | Classement de l'étape |
|                       | Coureur               | Pays                  | Équipe                | Temps                 |
| --------------------- | --------------------- | --------------------- | --------------------- | --------------------- |
| 1er                   | François Faber        | Luxembourg            | Alcyon-Dunlop         | en 10 h 44 min 0 s    |
| 2e                    | Constant Ménager      | France                | Le Globe              | + 10 min 0 s          |
| 3e                    | Gustave Garrigou      | France                | Alcyon-Dunlop         | + 25 min 0 s          |
| 4e                    | Jean Alavoine         | France                | Alcyon-Dunlop         | + 28 min 0 s          |
| 5e                    | Cyrille Van Hauwaert  | Belgique              | Alcyon-Dunlop         | + 35 min 0 s          |
| 6e                    | Paul Duboc            | France                | Alcyon-Dunlop         | + 35 min 0 s          |
| 7e                    | Ernest Paul           | France                | —                     | + 1 h 8 min 0 s       |
| 8e                    | Georges Fleury        | France                | Le Globe              | + 1 h 15 min 0 s      |
| 9e                    | Eugène Christophe     | France                | —                     | + 1 h 33 min 0 s      |
| 10e                   | Julien Gabory         | France                | Le Globe              | + 1 h 44 min 0 s      |
| modifier              |                       |                       |                       |                       |

| Classement général provisoire | Classement général provisoire | Classement général provisoire | Classement général provisoire | Classement général provisoire |
| ----------------------------- | ----------------------------- | ----------------------------- | ----------------------------- | ----------------------------- |
|                               | Coureur                       | Pays                          | Équipe                        | Point(s)                      |
| 1er                           | François Faber                | Luxembourg                    | Alcyon-Dunlop                 | 5 points                      |
| 2e                            | Gustave Garrigou              | France                        | Alcyon-Dunlop                 | 17 pts                        |
| 3e                            | Cyrille Van Hauwaert          | Belgique                      | Alcyon-Dunlop                 | 21 pts                        |
| modifier                      |                               |                               |                               |                               |

### 5eétape
13 juillet 1909 — Lyon à Grenoble
| Classement de l'étape | Classement de l'étape | Classement de l'étape | Classement de l'étape | Classement de l'étape |
|                       | Coureur               | Pays                  | Équipe                | Temps                 |
| --------------------- | --------------------- | --------------------- | --------------------- | --------------------- |
| 1er                   | François Faber        | Luxembourg            | Alcyon-Dunlop         | en 11 h 12 min 0 s    |
| 2e                    | Gustave Garrigou      | France                | Alcyon-Dunlop         | + 5 min 0 s           |
| 3e                    | Cyrille Van Hauwaert  | Belgique              | Alcyon-Dunlop         | + 12 min 0 s          |
| 4e                    | Paul Duboc            | France                | Alcyon-Dunlop         | + 17 min 0 s          |
| 5e                    | Julien Maitron        | France                | Le Globe              | + 17 min 30 s         |
| 6e                    | Constant Ménager      | France                | Le Globe              | + 19 min 0 s          |
| 7e                    | Jean Alavoine         | France                | —                     | + 23 min 0 s          |
| 8e                    | Ernest Paul           | France                | —                     | + 30 min 0 s          |
| 9e                    | Aldo Bettini (it)     | Italie                | Alcyon-Dunlop         | + 35 min 0 s          |
| 10e                   | Augustin Ringeval     | France                | Le Globe              | + 48 min 0 s          |
| modifier              |                       |                       |                       |                       |

| Classement général provisoire | Classement général provisoire | Classement général provisoire | Classement général provisoire | Classement général provisoire |
| ----------------------------- | ----------------------------- | ----------------------------- | ----------------------------- | ----------------------------- |
|                               | Coureur                       | Pays                          | Équipe                        | Point(s)                      |
| 1er                           | François Faber                | Luxembourg                    | Alcyon-Dunlop                 | 6 points                      |
| 2e                            | Gustave Garrigou              | France                        | Alcyon-Dunlop                 | 19 pts                        |
| 3e                            | Cyrille Van Hauwaert          | Belgique                      | Alcyon-Dunlop                 | 24 pts                        |
| modifier                      |                               |                               |                               |                               |

### 6eétape
15 juillet 1909 — Grenoble à Nice
| Classement de l'étape | Classement de l'étape | Classement de l'étape | Classement de l'étape | Classement de l'étape |
|                       | Coureur               | Pays                  | Équipe                | Temps                 |
| --------------------- | --------------------- | --------------------- | --------------------- | --------------------- |
| 1er                   | François Faber        | Luxembourg            | Alcyon-Dunlop         | en 12 h 9 min 0 s     |
| 2e                    | Jean Alavoine         | France                | —                     | + 1 min 0 s           |
| 3e                    | Paul Duboc            | France                | Alcyon-Dunlop         | + 1 min 1 s           |
| 4e                    | Constant Ménager      | France                | Le Globe              | + 1 min 1 s           |
| 5e                    | Gustave Garrigou      | France                | Alcyon-Dunlop         | + 24 min 0 s          |
| 6e                    | Charles Cruchon       | France                | Biguet-Dunlop         | + 50 min 0 s          |
| 7e                    | Aldo Bettini (it)     | Italie                | Alcyon-Dunlop         | + 51 min 0 s          |
| 8e                    | Cyrille Van Hauwaert  | Belgique              | Alcyon-Dunlop         | + 54 min 0 s          |
| 9e                    | Louis Trousselier     | France                | Alcyon-Dunlop         | + 54 min 0 s          |
| 10e                   | Attilio Zavatti       | Italie                | Legnano-Pirelli       | + 1 h 12 min 0 s      |
| modifier              |                       |                       |                       |                       |

| Classement général provisoire | Classement général provisoire | Classement général provisoire | Classement général provisoire | Classement général provisoire |
| ----------------------------- | ----------------------------- | ----------------------------- | ----------------------------- | ----------------------------- |
|                               | Coureur                       | Pays                          | Équipe                        | Point(s)                      |
| 1er                           | François Faber                | Luxembourg                    | Alcyon-Dunlop                 | 7 points                      |
| 2e                            | Gustave Garrigou              | France                        | Alcyon-Dunlop                 | 24 pts                        |
| 3e                            | Cyrille Van Hauwaert          | Belgique                      | Alcyon-Dunlop                 | 32 pts                        |
| modifier                      |                               |                               |                               |                               |

### 7eétape
17 juillet 1909 — Nice à Nîmes
| Classement de l'étape | Classement de l'étape | Classement de l'étape | Classement de l'étape | Classement de l'étape |
|                       | Coureur               | Pays                  | Équipe                | Temps                 |
| --------------------- | --------------------- | --------------------- | --------------------- | --------------------- |
| 1er                   | Ernest Paul           | France                | —                     | en 12 h 9 min 0 s     |
| 2e                    | Louis Trousselier     | France                | Alcyon-Dunlop         | + 17 min 0 s          |
| 3e                    | Gustave Garrigou      | France                | Alcyon-Dunlop         | + 17 min 0 s          |
| 4e                    | François Faber        | Luxembourg            | Alcyon-Dunlop         | + 17 min 0 s          |
| 5e                    | Jean Alavoine         | France                | Alcyon-Dunlop         | + 17 min 0 s          |
| 6e                    | Charles Cruchon       | France                | Biguet-Dunlop         | + 18 min 0 s          |
| 7e                    | Paul Duboc            | France                | Alcyon-Dunlop         | + 23 min 0 s          |
| 8e                    | Cyrille Van Hauwaert  | Belgique              | Alcyon-Dunlop         | + 32 min 0 s          |
| 9e                    | Constant Ménager      | France                | Le Globe              | + 43 min 0 s          |
| 10e                   | Georges Fleury        | France                | Le Globe              | + 43 min 0 s          |
| modifier              |                       |                       |                       |                       |

| Classement général provisoire | Classement général provisoire | Classement général provisoire | Classement général provisoire | Classement général provisoire |
| ----------------------------- | ----------------------------- | ----------------------------- | ----------------------------- | ----------------------------- |
|                               | Coureur                       | Pays                          | Équipe                        | Point(s)                      |
| 1er                           | François Faber                | Luxembourg                    | Alcyon-Dunlop                 | 11 points                     |
| 2e                            | Gustave Garrigou              | France                        | Alcyon-Dunlop                 | 27 pts                        |
| 3e                            | Cyrille Van Hauwaert          | Belgique                      | Alcyon-Dunlop                 | 40 pts                        |
| modifier                      |                               |                               |                               |                               |

### 8eétape
19 juillet 1909 — Nîmes à Toulouse
Les points du classement général sont recalculés en tenant compte uniquement des résultats des coureurs encore en lice dans l'épreuve.
| Classement de l'étape | Classement de l'étape | Classement de l'étape | Classement de l'étape | Classement de l'étape |
|                       | Coureur               | Pays                  | Équipe                | Temps                 |
| --------------------- | --------------------- | --------------------- | --------------------- | --------------------- |
| 1er                   | Jean Alavoine         | France                | Alcyon-Dunlop         | en 10 h 10 min 0 s    |
| 2e                    | Ernest Paul           | France                | —                     | + 0 s                 |
| 3e                    | Cyrille Van Hauwaert  | Belgique              | Alcyon-Dunlop         | + 20 s                |
| 4e                    | Louis Trousselier     | France                | Alcyon-Dunlop         | + 20 s                |
| 5e                    | François Faber        | Luxembourg            | Alcyon-Dunlop         | + 1 min 0 s           |
| 6e                    | Julien Maitron        | France                | Le Globe              | + 1 min 0 s           |
| 7e                    | Constant Ménager      | France                | Le Globe              | + 4 min 0 s           |
| 8e                    | Paul Duboc            | France                | Alcyon-Dunlop         | + 8 min 0 s           |
| 9e                    | Charles Cruchon       | France                | Biguet-Dunlop         | + 9 min 0 s           |
| 10e                   | Augustin Ringeval     | France                | Nil-Supra             | + 14 min 0 s          |
| modifier              |                       |                       |                       |                       |

| Classement général provisoire | Classement général provisoire | Classement général provisoire | Classement général provisoire | Classement général provisoire |
| ----------------------------- | ----------------------------- | ----------------------------- | ----------------------------- | ----------------------------- |
|                               | Coureur                       | Pays                          | Équipe                        | Point(s)                      |
| 1er                           | François Faber                | Luxembourg                    | Alcyon-Dunlop                 | 16 points                     |
| 2e                            | Gustave Garrigou              | France                        | Alcyon-Dunlop                 | 35 pts                        |
| 3e                            | Cyrille Van Hauwaert          | Belgique                      | Alcyon-Dunlop                 | 41 pts                        |
| modifier                      |                               |                               |                               |                               |

### 9eétape
21 juillet 1909 — Toulouse à Bayonne
| Classement de l'étape | Classement de l'étape | Classement de l'étape | Classement de l'étape | Classement de l'étape |
|                       | Coureur               | Pays                  | Équipe                | Temps                 |
| --------------------- | --------------------- | --------------------- | --------------------- | --------------------- |
| 1er                   | Constant Ménager      | France                | Le Globe              | en 9 h 59 min 0 s     |
| 2e                    | Julien Maitron        | France                | Le Globe              | + 4 min 0 s           |
| 3e                    | Georges Fleury        | France                | Le Globe              | + 4 min 10 s          |
| 4e                    | Jean Alavoine         | France                | Alcyon-Dunlop         | + 13 min 0 s          |
| 5e                    | Gustave Garrigou      | France                | Alcyon-Dunlop         | + 14 min 0 s          |
| 6e                    | Paul Duboc            | France                | Alcyon-Dunlop         | + 14 min 0 s          |
| 7e                    | Louis Trousselier     | France                | Alcyon-Dunlop         | + 14 min 0 s          |
| 8e                    | Ernest Paul           | France                | —                     | + 14 min 0 s          |
| 9e                    | Eugène Christophe     | France                | —                     | + 23 min 0 s          |
| 10e                   | François Faber        | Luxembourg            | Alcyon-Dunlop         | + 46 min 0 s          |
| modifier              |                       |                       |                       |                       |

| Classement général provisoire | Classement général provisoire | Classement général provisoire | Classement général provisoire | Classement général provisoire |
| ----------------------------- | ----------------------------- | ----------------------------- | ----------------------------- | ----------------------------- |
|                               | Coureur                       | Pays                          | Équipe                        | Point(s)                      |
| 1er                           | François Faber                | Luxembourg                    | Alcyon-Dunlop                 | 26 points                     |
| 2e                            | Gustave Garrigou              | France                        | Alcyon-Dunlop                 | 40 pts                        |
| 3e                            | Cyrille Van Hauwaert          | Belgique                      | Alcyon-Dunlop                 | 46 pts                        |
| modifier                      |                               |                               |                               |                               |

### 10eétape
23 juillet 1909 — Bayonne à Bordeaux
| Classement de l'étape | Classement de l'étape | Classement de l'étape | Classement de l'étape | Classement de l'étape |
|                       | Coureur               | Pays                  | Équipe                | Temps                 |
| --------------------- | --------------------- | --------------------- | --------------------- | --------------------- |
| 1er                   | François Faber        | Luxembourg            | Alcyon-Dunlop         | en 8 h 2 min 0 s      |
| 2e                    | Paul Duboc            | France                | Alcyon-Dunlop         | + 0 s                 |
| 3e                    | Gustave Garrigou      | France                | Alcyon-Dunlop         | + 7 min 0 s           |
| 4e                    | Louis Trousselier     | France                | Alcyon-Dunlop         | + 7 min 0 s           |
| 5e                    | Eugène Christophe     | France                | —                     | + 13 min 0 s          |
| 6e                    | Aldo Bettini (it)     | Italie                | Alcyon-Dunlop         | + 19 min 0 s          |
| 7e                    | Charles Cruchon       | France                | Briguet-Dunlop        | + 19 min 20 s         |
| 8e                    | Frédéric Saillot      | France                | Briguet-Dunlop        | + 33 min 0 s          |
| 9e                    | Georges Fleury        | France                | Le Gobe               | + 47 min 0 s          |
| 10e                   | Ernest Paul           | France                | —                     | + 55 min 0 s          |
| modifier              |                       |                       |                       |                       |

| Classement général provisoire | Classement général provisoire | Classement général provisoire | Classement général provisoire | Classement général provisoire |
| ----------------------------- | ----------------------------- | ----------------------------- | ----------------------------- | ----------------------------- |
|                               | Coureur                       | Pays                          | Équipe                        | Point(s)                      |
| 1er                           | François Faber                | Luxembourg                    | Alcyon-Dunlop                 | 27 points                     |
| 2e                            | Gustave Garrigou              | France                        | Alcyon-Dunlop                 | 43 pts                        |
| 3e                            | Paul Duboc                    | France                        | Alcyon-Dunlop                 | 58 pts                        |
| modifier                      |                               |                               |                               |                               |

### 11eétape
25 juillet 1909 — Bordeaux à Nantes
| Classement de l'étape | Classement de l'étape | Classement de l'étape | Classement de l'étape | Classement de l'étape |
|                       | Coureur               | Pays                  | Équipe                | Temps                 |
| --------------------- | --------------------- | --------------------- | --------------------- | --------------------- |
| 1er                   | Louis Trousselier     | France                | Alcyon-Dunlop         | en 12 h 47 min 0 s    |
| 2e                    | François Faber        | Luxembourg            | Alcyon-Dunlop         | + 8 min 0 s           |
| 3e                    | Jean Alavoine         | France                | Alcyon-Dunlop         | + 9 min 0 s           |
| 4e                    | Paul Duboc            | France                | Alcyon-Dunlop         | + 9 min 0 s           |
| 5e                    | Eugène Christophe     | France                | —                     | + 9 min 0 s           |
| 6e                    | Gustave Garrigou      | France                | Alcyon-Dunlop         | + 20 min 0 s          |
| 7e                    | Ernest Paul           | France                | —                     | + 38 min 0 s          |
| 8e                    | Jules Deloffre        | France                | Nil-Supra             | + 1 h 44 min 0 s      |
| 9e                    | Aldo Bettini (it)     | Italie                | Alcyon-Dunlop         | + 1 h 44 min 0 s      |
| 10e                   | Cyrille Van Hauwaert  | Belgique              | Alcyon-Dunlop         | + 1 h 44 min 0 s      |
| modifier              |                       |                       |                       |                       |

| Classement général provisoire | Classement général provisoire | Classement général provisoire | Classement général provisoire | Classement général provisoire |
| ----------------------------- | ----------------------------- | ----------------------------- | ----------------------------- | ----------------------------- |
|                               | Coureur                       | Pays                          | Équipe                        | Point(s)                      |
| 1er                           | François Faber                | Luxembourg                    | Alcyon-Dunlop                 | 29 points                     |
| 2e                            | Gustave Garrigou              | France                        | Alcyon-Dunlop                 | 49 pts                        |
| 3e                            | Paul Duboc                    | France                        | Alcyon-Dunlop                 | 62 pts                        |
| modifier                      |                               |                               |                               |                               |

### 12eétape
27 juillet 1909 — Nantes à Brest
| Classement de l'étape | Classement de l'étape | Classement de l'étape | Classement de l'étape | Classement de l'étape |
|                       | Coureur               | Pays                  | Équipe                | Temps                 |
| --------------------- | --------------------- | --------------------- | --------------------- | --------------------- |
| 1er                   | Gustave Garrigou      | France                | Alcyon-Dunlop         | en 11 h 18 min 0 s    |
| 2e                    | François Faber        | Luxembourg            | Alcyon-Dunlop         | + 7 min 0 s           |
| 3e                    | Cyrille Van Hauwaert  | Belgique              | Alcyon-Dunlop         | + 8 min 0 s           |
| 4e                    | Jean Alavoine         | France                | Alcyon-Dunlop         | + 8 min 0 s           |
| 5e                    | Paul Duboc            | France                | Alcyon-Dunlop         | + 8 min 0 s           |
| 6e                    | Louis Trousselier     | France                | Alcyon-Dunlop         | + 8 min 0 s           |
| 7e                    | Ernest Paul           | France                | —                     | + 8 min 0 s           |
| 8e                    | Aldo Bettini (it)     | Italie                | Alcyon-Dunlop         | + 8 min 0 s           |
| 9e                    | Jules Deloffre        | France                | Nil-Supra             | + 21 min 0 s          |
| 10e                   | Mario Gajoni          | Italie                | Legnano-Pirelli       | + 37 min 0 s          |
| modifier              |                       |                       |                       |                       |

| Classement général provisoire | Classement général provisoire | Classement général provisoire | Classement général provisoire | Classement général provisoire |
| ----------------------------- | ----------------------------- | ----------------------------- | ----------------------------- | ----------------------------- |
|                               | Coureur                       | Pays                          | Équipe                        | Point(s)                      |
| 1er                           | François Faber                | Luxembourg                    | Alcyon-Dunlop                 | 31 points                     |
| 2e                            | Gustave Garrigou              | France                        | Alcyon-Dunlop                 | 50 pts                        |
| 3e                            | Paul Duboc                    | France                        | Alcyon-Dunlop                 | 67 pts                        |
| modifier                      |                               |                               |                               |                               |

### 13eétape
29 juillet 1909 — Brest à Caen
Les points du classement général sont recalculés pour la seconde fois du Tour, en tenant compte uniquement des résultats des coureurs encore en lice dans l'épreuve.
| Classement de l'étape | Classement de l'étape | Classement de l'étape | Classement de l'étape | Classement de l'étape |
|                       | Coureur               | Pays                  | Équipe                | Temps                 |
| --------------------- | --------------------- | --------------------- | --------------------- | --------------------- |
| 1er                   | Paul Duboc            | France                | Alcyon-Dunlop         | en 15 h 2 min 0 s     |
| 2e                    | Jean Alavoine         | France                | Alcyon-Dunlop         | + 7 min 0 s           |
| 3e                    | François Faber        | Luxembourg            | Alcyon-Dunlop         | + 7 min 0 s           |
| 4e                    | Louis Trousselier     | France                | Alcyon-Dunlop         | + 7 min 0 s           |
| 5e                    | Gustave Garrigou      | France                | Alcyon-Dunlop         | + 7 min 0 s           |
| 6e                    | Cyrille Van Hauwaert  | Belgique              | Alcyon-Dunlop         | + 7 min 0 s           |
| 7e                    | Ernest Paul           | France                | —                     | + 32 min 0 s          |
| 8e                    | Eugène Christophe     | France                | —                     | + 32 min 0 s          |
| 9e                    | Aldo Bettini (it)     | Italie                | Alcyon-Dunlop         | + 32 min 0 s          |
| 10e                   | Julien Maitron        | France                | Le Globe              | + 48 min 0 s          |
| modifier              |                       |                       |                       |                       |

| Classement général provisoire | Classement général provisoire | Classement général provisoire | Classement général provisoire | Classement général provisoire |
| ----------------------------- | ----------------------------- | ----------------------------- | ----------------------------- | ----------------------------- |
|                               | Coureur                       | Pays                          | Équipe                        | Point(s)                      |
| 1er                           | François Faber                | Luxembourg                    | Alcyon-Dunlop                 | 34 points                     |
| 2e                            | Gustave Garrigou              | France                        | Alcyon-Dunlop                 | 53 pts                        |
| 3e                            | Paul Duboc                    | France                        | Alcyon-Dunlop                 | 65 pts                        |
| modifier                      |                               |                               |                               |                               |

### 14eétape
1er août 1909 — Caen à Paris
| Classement de l'étape | Classement de l'étape | Classement de l'étape | Classement de l'étape | Classement de l'étape |
|                       | Coureur               | Pays                  | Équipe                | Temps                 |
| --------------------- | --------------------- | --------------------- | --------------------- | --------------------- |
| 1er                   | Jean Alavoine         | France                | Alcyon-Dunlop         | en 8 h 53 min 0 s     |
| 2e                    | Louis Trousselier     | France                | Alcyon-Dunlop         | + 6 min 30 s          |
| 3e                    | François Faber        | Luxembourg            | Alcyon-Dunlop         | + 6 min 36 s          |
| 4e                    | Gustave Garrigou      | France                | Alcyon-Dunlop         | + 7 min 32 s          |
| 5e                    | Paul Duboc            | France                | Alcyon-Dunlop         | + 7 min 32 s          |
| 6e                    | Aldo Bettini (it)     | Italie                | Alcyon-Dunlop         | + 7 min 32 s          |
| 7e                    | Julien Maitron        | France                | Le Globe              | + 7 min 32 s          |
| 8e                    | Jules Deloffre        | France                | Nil-Supra             | + 7 min 32 s          |
| 9e                    | Ernest Paul           | France                | —                     | + 8 min 0 s           |
| 10e                   | Eugène Christophe     | France                | —                     | + 20 min 0 s          |
| modifier              |                       |                       |                       |                       |

| Classement général final | Classement général final | Classement général final | Classement général final | Classement général final |
| ------------------------ | ------------------------ | ------------------------ | ------------------------ | ------------------------ |
|                          | Coureur                  | Pays                     | Équipe                   | Point(s)                 |
| 1er                      | François Faber           | Luxembourg               | Alcyon-Dunlop            | 37 points                |
| 2e                       | Gustave Garrigou         | France                   | Alcyon-Dunlop            | 57 pts                   |
| 3e                       | Paul Duboc               | France                   | Alcyon-Dunlop            | 70 pts                   |
| modifier                 |                          |                          |                          |                          |

## Liste des participants
Le tableau ci-dessous liste les coureurs inscrits.
| Légende | Légende                                                                    | Légende | Légende                                                    |
| ------- | -------------------------------------------------------------------------- | ------- | ---------------------------------------------------------- |
| Num     | Dossard de départ porté par le coureur sur ce Tour                         | Pos     | Position à l'arrivée de la course                          |
|         | Indique un maillot de champion national ou mondial, suivi de sa spécialité | NP      | Indique un coureur qui n'a pas pris le départ de la course |
| AB      | Indique un coureur qui n'a pas terminé la course                           | HD      | Indique un coureur qui a terminé la course hors des délais |

| Nil–Supra | Nil–Supra               | Nil–Supra |
| --------- | ----------------------- | --------- |
| Num       | Coureur                 | Pos       |
| 1         | Édouard Wattelier (FRA) | AB-1      |
| 2         | Henri Cornet (FRA)      | AB-4      |
| 32        | Augustin Ringeval (FRA) | NP-12     |
| 33        | Jules Deloffre (FRA)    | 16e       |
| 34        | René Derche (FRA)       | AB-3      |
| 35        | Ernest Ricaux (FRA)     | AB-3      |

| Alcyon-Dunlop | Alcyon-Dunlop              | Alcyon-Dunlop |
| ------------- | -------------------------- | ------------- |
| Num           | Coureur                    | Pos           |
| 3             | Cyrille van Hauwaert (BEL) | 5e            |
| 4             | Louis Trousselier (FRA)    | 8e            |
| 5             | François Faber (LUX)       | 1er           |
| 6             | Gustave Garrigou (FRA)     | 2e            |
| 7             | Paul Duboc (FRA)           | 4e            |
| 8             | Jean Alavoine (FRA)        | 3e            |
| 186           | Aldo Bettini (it) (ITA)    | 10e           |

| Biguet-Dunlop | Biguet-Dunlop          | Biguet-Dunlop |
| ------------- | ---------------------- | ------------- |
| Num           | Coureur                | Pos           |
| 9             | Octave Lapize (FRA)    | AB-5          |
| 10            | Frédéric Saillot (FRA) | NP-12         |
| 11            | Charles Cruchon (FRA)  | NP-12         |
| 12            | Eugène Forestier (FRA) | NP-1          |
| 36            | Odile Defraye (BEL)    | AB-2          |
| 37            | François Leclerc (SUI) | AB-2          |

| Le Globe | Le Globe               | Le Globe |
| -------- | ---------------------- | -------- |
| Num      | Coureur                | Pos      |
| 13       | Georges Fleury (FRA)   | 12e      |
| 14       | Julien Maitron (FRA)   | 11e      |
| 15       | Constant Ménager (FRA) | 7e       |
| 16       | Julien Gabory (FRA)    | AB-5     |
| 30       | Lucien Pothier (FRA)   | AB-2     |
| 31       | Léon Lannoy (FRA)      | AB-4     |

| Atala-Dunlop | Atala-Dunlop           | Atala-Dunlop |
| ------------ | ---------------------- | ------------ |
| Num          | Coureur                | Pos          |
| 17           | Luigi Ganna (ITA)      | AB-3         |
| 18           | Luigi Chiodi (ITA)     | AB-3         |
| 19           | Danesi Battista (ITA)  | NP-1         |
| 26           | Mario Bruschera (ITA)  | NP-1         |
| 27           | Cesare Brambilla (ITA) | AB-3         |

| Legnano-Pirelli | Legnano-Pirelli           | Legnano-Pirelli |
| --------------- | ------------------------- | --------------- |
| Num             | Coureur                   | Pos             |
| 20              | Carlo Galetti (ITA)       | AB-3            |
| 21              | Giovanni Rossignoli (ITA) | AB-2            |
| 22              | Clemente Canepari (ITA)   | AB-3            |
| 23              | Mario Gajoni (ITA)        | 14e             |
| 24              | Giovanni Marchese (ITA)   | AB-3            |
| 25              | Attilio Zavatti (ITA)     | 15e             |

| Felsina | Felsina                    | Felsina |
| ------- | -------------------------- | ------- |
| Num     | Coureur                    | Pos     |
| 28      | Augusto Pasquali (ITA)     | AB-11   |
| 29      | Romano Puglioli (ITA)      | AB-3    |
| 38      | Ezio Corlaita (ITA)        | AB-7    |
| 39      | Ildebrando Gamberini (ITA) | 18e     |
| 40      | Angelo Magnanoli (ITA)     | 27e     |
| 41      | Mario Neri (ITA)           | HD-3    |

| Indépendants | Indépendants              | Indépendants |
| ------------ | ------------------------- | ------------ |
| Num          | Coureur                   | Pos          |
| 101          | Alfred Le Bars (FRA)      | 19e          |
| 102          | Francis Le Bars (FRA)     | NP-1         |
| 103          | Albert Lagarnier (FRA)    | 38e          |
| 104          | Alcide Riviere (FRA)      | 41e          |
| 105          | Joanny Michel (FRA)       | AB-3         |
| 106          | Elie Mongie (FRA)         | NP-1         |
| 107          | Marceau Narcy (FRA)       | NP-1         |
| 108          | Eugène Leroy (FRA)        | 46e          |
| 109          | Georges Bronchard (FRA)   | AB-3         |
| 110          | Louis Andrée (FRA)        | NP-1         |
| 111          | Ernest Garnier (FRA)      | AB-4         |
| 112          | Alcide Mornon (FRA)       | AB-6         |
| 113          | Charles Delarbre (FRA)    | AB-3         |
| 114          | Ernest Beslon (FRA)       | NP-1         |
| 115          | Gabriel Bamonde (FRA)     | NP-1         |
| 116          | Louis Delhumeau (FRA)     | AB-2         |
| 117          | Georges Woiron (FRA)      | AB-11        |
| 118          | Georges Devilly (FRA)     | 55e          |
| 119          | Jules Deloffre (FRA)      | NP-1         |
| 120          | Frédéric Jardin (FRA)     | AB-2         |
| 121          | Frédéric Rigaux (FRA)     | AB-1         |
| 122          | René Chaude (FRA)         | 33e          |
| 123          | Henri Evesque (FRA)       | AB-5         |
| 124          | Antoine Gregory (FRA)     | AB-5         |
| 125          | Frédérick Dimir (SUI)     | NP-1         |
| 126          | Ferdinand Payan (FRA)     | AB-10        |
| 127          | Léon Rabot (FRA)          | 22e          |
| 128          | Paul Boillat (SUI)        | 31e          |
| 129          | Jean Meziere (FRA)        | AB-1         |
| 130          | André Herbelin (FRA)      | 44e          |
| 131          | Robert Charpentier (FRA)  | AB-5         |
| 132          | Paul Pietrois (FRA)       | 49e          |
| 133          | Noël Combelles (FRA)      | AB-11        |
| 134          | François Lafourcade (FRA) | NP-9         |
| 135          | Lucien Barroy (FRA)       | AB-3         |
| 136          | Paul Mazabraud (FRA)      | NP-1         |
| 137          | Antoine Fauré (FRA)       | 37e          |
| 138          | Maurice Pardon (FRA)      | AB-12        |
| 139          | Edmond Tavenet (FRA)      | AB-5         |
| 140          | Albert Morales (FRA)      | NP-1         |
| 141          | Camille Montigny (FRA)    | NP-1         |
| 142          | Auguste Lyon (FRA)        | NP-1         |
| 143          | Léon Roullin (FRA)        | AB-6         |
| 144          | Eugène Christophe (FRA)   | 9e           |
| 145          | Adrien Lefevre (FRA)      | NP-1         |
| 146          | Lucien Leman (FRA)        | 21e          |
| 147          | Léon Riche (FRA)          | NP-1         |
| 148          | Eugène Ventresque (FRA)   | AB-3         |
| 149          | Daniel Lavalade (FRA)     | NP-1         |
| 150          | Camille Mathieu (FRA)     | 47e          |
| 151          | François Leclerc (FRA)    | NP-1         |

| Indépendants (suite) | Indépendants (suite)        | Indépendants (suite) |
| -------------------- | --------------------------- | -------------------- |
| Num                  | Coureur                     | Pos                  |
| 152                  | Louis Constant (FRA)        | AB-5                 |
| 153                  | Auguste Joos (GER)          | AB-3                 |
| 154                  | Joseph Habierre (an), (ESP) | 17e                  |
| 155                  | Alfred Vaidis (FRA)         | 29e                  |
| 156                  | Henri Ory (FRA)             | 52e                  |
| 157                  | Ernest Gilioli (FRA)        | AB-5                 |
| 158                  | Rodolphe Meili (FRA)        | 39e                  |
| 159                  | Jean Perruca (SUI)          | 45e                  |
| 160                  | Charles Ponson (FRA)        | 48e                  |
| 161                  | Ernest Paul (FRA)           | 6e                   |
| 162                  | Lucien Grejaud (FRA)        | AB-3                 |
| 163                  | Andrea Massironi (ITA)      | NP-1                 |
| 164                  | Louis Gardent (FRA)         | 40e                  |
| 165                  | Maurice Aast (FRA)          | NP-1                 |
| 166                  | Joseph Beaugendre (FRA)     | AB-3                 |
| 167                  | Hippolyte Veyssier (FRA)    | HD-9                 |
| 168                  | Robert Lecointe (FRA)       | 24e                  |
| 169                  | René Fleury (FRA)           | AB-12                |
| 170                  | Léopold Dussuchet (FRA)     | AB-5                 |
| 171                  | Gabriel Pelissier (FRA)     | NP-1                 |
| 172                  | Eugène Merville (FRA)       | AB-6                 |
| 173                  | Charles Lajus (FRA)         | AB-4                 |
| 174                  | Octave Doury (FRA)          | AB-5                 |
| 175                  | Lucien Colin (FRA)          | 43e                  |
| 176                  | Louis Ondet (FRA)           | AB-4                 |
| 177                  | Louis Grasset (FRA)         | AB-4                 |
| 178                  | Louis Chretiennot (FRA)     | AB-8                 |
| 179                  | Raymond Lacot (FRA)         | AB-4                 |
| 180                  | Giovanni Marchesi (ITA)     | NP-1                 |
| 181                  | Sante Goi (ITA)             | NP-1                 |
| 182                  | Louis Di Maria (FRA)        | 50e                  |
| 183                  | Auguste Denizot (FRA)       | 35e                  |
| 184                  | Emile Moulin (FRA)          | AB-1                 |
| 185                  | Amédée Dutiron (FRA)        | 25e                  |
| 187                  | Pierre Desvages (FRA)       | AB-6                 |
| 188                  | Edmond Laborde (FRA)        | AB-6                 |
| 189                  | Joseph Troller (FRA)        | NP-4                 |
| 190                  | Etienne Lempereur (FRA)     | AB-3                 |
| 191                  | Alfred Faure (FRA)          | 13e                  |
| 192                  | Albert Guillot (FRA)        | AB-5                 |
| 193                  | Francisque Vassel (FRA)     | NP-1                 |
| 194                  | César Quien (FRA)           | NP-1                 |
| 195                  | Baptiste Darche (FRA)       | NP-1                 |
| 196                  | Auguste Dufour (FRA)        | 36e                  |
| 197                  | Armand Champeaux (FRA)      | AB-3                 |
| 198                  | Alfred Guidez (FRA)         | 54e                  |
| 199                  | Paul Tixide (FRA)           | AB-3                 |
| 200                  | Louis Barone (FRA)          | NP-1                 |
| 201                  | Lucien Pagès (FRA)          | NP-1                 |
| 202                  | Anton Jaeck (SUI)           | AB-1                 |
| 203                  | Eloi Guichard (FRA)         | AB-3                 |

| Indépendants (suite) | Indépendants (suite)       | Indépendants (suite) |
| -------------------- | -------------------------- | -------------------- |
| Num                  | Coureur                    | Pos                  |
| 204                  | Lucien Roquebert (FRA)     | AB-3                 |
| 205                  | Louis Lavalette (FRA)      | AB-5                 |
| 206                  | Guido Rabajoli (ITA)       | NP-1                 |
| 207                  | Rafaele Catsellaccio (ITA) | NP-1                 |
| 208                  | Amleto Belloni (ITA)       | 32e                  |
| 209                  | Félix Barnier (FRA)        | NP-1                 |
| 210                  | F. Guérin (FRA)            | NP-1                 |
| 211                  | Cipriano Spiritelli (ITA)  | NP-1                 |
| 212                  | Henri Alavoine (FRA)       | 30e                  |
| 213                  | Raymond Pépin (FRA)        | NP-1                 |
| 214                  | Maurice Petit (FRA)        | NP-4                 |
| 215                  | Caselli Piola (ITA)        | NP-1                 |
| 216                  | Emile Lachaise (FRA)       | 20e                  |
| 217                  | François Delpirou (FRA)    | NP-1                 |
| 218                  | Agostino Sanna (ITA)       | NP-1                 |
| 219                  | Jules Fremont (FRA)        | AB-11                |
| 220                  | A. Blavy (FRA)             | NP-1                 |
| 221                  | Louis Lettry (FRA)         | NP-1                 |
| 222                  | Pierre Langlade (FRA)      | 26e                  |
| 223                  | Fernand Lallement (FRA)    | AB-2                 |
| 224                  | Henri Ganne (FRA)          | NP-5                 |
| 225                  | Alexandre Gilles (FRA)     | HD-11                |
| 226                  | André Pottier (FRA)        | NP-1                 |
| 227                  | André Blaise (BEL)         | AB-3                 |
| 228                  | Christophe Laurent (FRA)   | AB-2                 |
| 229                  | André Gerard (FRA)         | HD-3                 |
| 230                  | Eugène Moura (FRA)         | AB-6                 |
| 231                  | Ernest Fraisse (FRA)       | HD-11                |
| 232                  | Ernest Goujon (FRA)        | 53e                  |
| 233                  | Henri Anthoine (FRA)       | 51e                  |
| 234                  | Charles Ponscarme (FRA)    | AB-4                 |
| 235                  | François Roche (FRA)       | 42e                  |
| 236                  | Alvise Pisoni (ITA)        | HD-3                 |
| 237                  | Albert Chartier (FRA)      | HD-11                |
| 238                  | Joseph Leblanc (FRA)       | 34e                  |
| 239                  | M. Parel (FRA)             | NP-4                 |
| 240                  | Marcel Hugot (FRA)         | AB-1                 |
| 241                  | Victor Cathera (FRA)       | NP-1                 |
| 242                  | Augusto Rho (ITA)          | HD-3                 |
| 243                  | Enrico Sala (ITA)          | NP-1                 |
| 244                  | Gabriel Magnant (FRA)      | AB-1                 |
| 245                  | Paul Favret (FRA)          | NP-1                 |
| 247                  | Georges Oudin (FRA)        | 23e                  |
| 248                  | Marcel Lequatre (SUI)      | NP-1                 |
| 249                  | Louis Faudon (FRA)         | AB-12                |
| 250                  | Georges Nemo (BEL)         | AB-1                 |
| 251                  | Albert Dupont (BEL)        | AB-2                 |
| 252                  | Pierre Proy (FRA)          | NP-4                 |
| 253                  | Philippe Cordier (FRA)     | HD-3                 |
| 254                  | Paul Chauvet (FRA)         | NP-5                 |
| 256                  | Antony Wattelier (FRA)     | 28e                  |